# Lutzia shinonagai
Lutzia shinonagai es una especie de mosquito descrita por primera vez en 1979.  El nombre del género se escribía originalmente como Lützia ;  el nombre de la especie se debe al médico entomólogo Dr. Satoshi Shinonaga, quien ha publicado extensamente sobre la taxonomía de las moscas muscidas, sarcófagas y califóridas de Japón. Lutzia shinonagai es la única especie del subgénero Insulalutzia . 

## Bionomía
Capturada en Chichi-jima, Lutzia shinonagai es una de las cuatro especies de mosquitos enzoóticos de las islas Ogasawara en Japón.   Se han recogido larvas del hueco de un árbol . 